# Vicente Ferreira da Silva
Vicente Ferreira da Silva (São Paulo, 10 de janeiro de 1916 – São Paulo, 19 de julho de 1963) foi um importante filósofo brasileiro, pioneiro em trabalhos em língua portuguesa sobre filosofia contemporânea em suas duas principais vertentes, a lógica contemporânea e a fenomenologia.
Como lógico, Vicente foi assistente de Quine e elogiado por Newton da Costa, que demonstrou admiração por Vicente em artigos como A obra de Vicente Ferreira da Silva em lógica e Vicente Ferreira da Silva e a lógica. Em um momento posterior, Vicente passou a se dedicar aos estudos da fenomenologia, da arte, das religiões e, por fim, aos mitos.
Baseando-se na filosofia de Friedrich Wilhelm Joseph von Schelling e Martin Heidegger, Vicente inverteu a noção clássica de Mythos e Logos de modo a propor a filosofia como uma espécie de desdobramento em relação à mitologia. Em sua última fase, Vicente concebe uma filosofia que corresponde um novo tipo de humanismo, não teocêntrico, mas sim teogônico como projeção do divino.

## Biografia
Vicente Ferreira da Silva graduou-se em direito na Faculdade do Largo de São Francisco,  mas nunca exerceu a profissão, tendo-se dedicado inteiramente à filosofia. Em 1933, aproximou-se do matemático italiano Luigi Fantappiè e passou a estudar a fundo a obra Principia mathematica dos britânicos Whitehead e Bertrand Russell. Pouco depois, Vicente publicou a obra Elementos de Lógica Matemática tornando-se o primeiro a publicar um livro sobre lógica no Brasil.

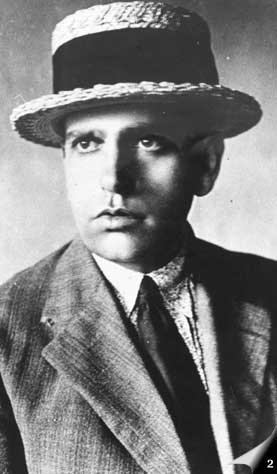
O escritor Oswald de Andrade foi amigo pessoal e aluno de Vicente.

Casou-se com a poetisa Dora Ferreira da Silva com quem estabeleceu uma parceria de dedicação aos estudos durante vinte e três anos. Dora e Vicente promoviam em sua casa encontros de intelectuais, escritores e pensadores, que se tornariam conhecidos como membros do Grupo de São Paulo.
Em 1949 acompanhou Miguel Reale na fundação do Instituto Brasileiro de Filosofia, centro de estudos que congregava pensadores de todas as tendências. Nessa época, Vicente começou a se interessar profundamente por autores como Martin Heidegger, Schelling e Ortega y Gasset, passando a lecionar em cursos livres que oferecia no Colégio Livre de Estudos Superiores, que ele próprio fundou em São Paulo no ano de 1945. Ainda em 1949, Vicente organizou o Seminário de Filosofia do Museu de Arte Moderna de São Paulo e assumiu a Diretoria da Divisão de Difusão Cultural da Reitoria da USP. Neste mesmo ano, ele representou o Brasil no Congresso de Filosofia de Mendoza, de que também participaram, entre outros, Eugen Fink, fenomenólogo assistente de Edmund Husserl.
Em 1955, fundou com Dora e Milton Vargas a revista Diálogo, considerada, na época, uma das mais instigantes do Brasil. 
A colaboração de Vicente foi relevante na organização do primeiro Congresso Internacional de Filosofia realizado no Brasil, em 1954, evento que reuniu nomes como Julián Marías. Ainda em 54 foi escolhido para fazer parte do Conselho Cientifico da coleção Rowohlts Deutsche Enzyklopaedie, conselho que reuniu, entre outros, intelectuais como Mircea Eliade e Robert Oppenheimer.
Morreu no dia 19 de julho de 1963 aos 47 anos, em um acidente de automóvel ocorrido em São Paulo, sua terra natal.

## Carreira

### Pioneirismo nos estudos lógicos no Brasil
De acordo com a poetisa Dora Ferreira da Silva, sua esposa, Vicente se interessou pela matemática durante sua graduação em direito. Em um primeiro momento ele se concentrou nos estudos de lógica matemática a partir das obras de Whitehead e o Tractatus Logico-Philosophicus de Wittgenstein. Com a publicação de A Lógica Moderna (1939) e Elementos de Lógica Matemática (1940), Vicente se tornou o primeiro brasileiro a lançar livros sobre o tema, ganhando admiradores como o matemático Newton da Costa. Seus estudos autodidatas eram tão brilhantes e aprofundados que acabou se tornando assistente de Willard van Orman Quine, famoso lógico de Harvard, ajudando-o a escrever, em português, a obra O Sentido da Nova Lógica.
"As conferências eram faladas no meu português incorreto, porém Vicente Ferreira da Silva me ajudou a corrigi-las antes de publicar. Quando deixei o Brasil, O Sentido da Nova Lógica estava nas mãos do editor."
 - Willard Van Orman Quine
A despeito de seu sucesso nos estudos sobre a lógica, o encontro com Quine mostrou-se decepcionante para Vicente, provocando uma mudança profunda nos seus estudos filosóficos. A partir desse fato ele se afastou das ciências exatas e adentrou a fenomenologia e os temas da filosofia da existência.

### A fase heideggeriana
Vicente também foi um dos pioneiros no estudos de Martin Heidegger no Brasil, sendo o pensador alemão a principal influência de sua carreira. Em A concepção do homem segundo Heidegger, ele destacou algumas das principais apreciações ontológicas do filósofo alemão. Durante essa fase, Vicente priorizou uma abordagem antropológica, sendo o problema do homem, para ele, considerado de uma perspectiva marcada por um longo, fecundo e refletido diálogo com o pensamento existencial e caracterizado por uma atitude predominantemente humanista com um fundo de sentido e valor do mito e do sagrado.
Vicente se opôs ao integralismo do amigo Miguel Reale, considerando-o como "demasiado selvagem". Ele ainda fez duras críticas ao chamado progressismo e ao pensamento existencialista e marxista de Jean Paul Sartre. De acordo com a sua visão, o que chamam de progresso não é senão uma progressão geométrica, rumo ao abismo da realização total, portanto ao tédio absoluto.

### O ser e o sagrado
Em sua última fase, Vicente passou a se dedicar ao Aórgico, priorizando os estudos em autores como Schelling, Jakob von Uexküll, Hölderlin e, sobretudo, Martin Heidegger mais uma vez. Nesta fase, Vicente estudou as noções do ser e do sagrado, da finitude e da dimensão transcendente, enfatizando o mito, a arte e a poesia. Para ele a dependência que nos atrela à vida social tem um alcance muito maior do que a satisfação de necessidades econômicas. Segundo o autor, o homem não se basta a si mesmo não só em sentido físico, como também em sentido fundamental, pois a autocompreensão de seus empreendimentos postula uma ordem de vigências sociais que condiciona todas as tarefas particulares.
"A arte não é um simples ornamento que acompanharia a realidade humana, nem um mero entusiasmo passageiro, como também não é uma simples exaltação ou um passatempo. A poesia é o fundamento que suporta a história."

## Recepção
À época, seu pensamento exerceu influência em diversos círculos intelectuais brasileiros. Entre os influenciados por Vicente estão Oswald de Andrade, João Guimarães Rosa, Eudoro de Sousa, José Arthur Giannotti e e praticamente todos os membros do chamado Grupo de São Paulo.
Foi considerado por Miguel Reale "a maior vocação metafísica do Brasil", e "o primeiro filósofo brasileiro", por Vilém Flusser, seu principal interlocutor e amigo pessoal. O filósofo alemão Hans-Georg Gadamer tinha como uma das suas fontes para a Hermenêutica a obra de Vicente, conforme testemunho do colombiano Carlos Bernardo Gutiérrez, um dos seus assistentes na Universidade de Heidelberg.
Contudo, a despeito de ter sido ajudante de Quine em sua vinda ao Brasil, Vicente não passou no concurso para professor de filosofia pela USP, onde tentou lecionar apresentando como habilitação sua obra Dialética das Consciências (1950). O aprovado no concurso, João Cruz Costa, possuía graduação e doutorado em filosofia, além de experiência como docente na área. Já Vicente, a despeito de sua carreira como professor e pesquisador, possuía somente a titulação de bacharel em Direito. Vicente foi isolado de alguns círculos e instituições formais, embora se mantivesse relativamente envolvido com o Instituto Brasileiro de Filosofia.
Após a sua morte, Vicente seguiu sendo bastante citado em artigos acadêmicos, embora, nas décadas seguintes a seu falecimento, sua própria filosofia já não fosse objeto de muitas pesquisas. A partir da década de 1990 houve uma redescoberta do pensamento e obra tanto de Vicente quanto de sua esposa Dora, surgindo algumas teses internacionais a respeito do filósofo paulistano.
No começo da década de 2000 sua obra foi republicada pela Imprensa Nacional-Casa da Moeda de Portugal. Em 2011, a Editora É Realizações lançou um box com as obras completas do Vicente Ferreira, organizada por Rodrigo Petrônio. Em épocas mais recentes, vimos o politólogo e ideólogo russo, Alexandr Dugin se interessar pelas obras de Vicente.

## Obras
- Lógica Moderna (1939)
- Elementos de Lógica Matemática (1940)
- Ensaios Filosóficos (1948)
- Exegese da Ação (1949 e 1954)
- Dialética das Consciências (1950)
- Ideias para um Novo Conceito de Homem (1951)
- Teologia e Anti-Humanismo (1953)
- Instrumentos, Coisas e Cultura (1958)
- Dialética das Consciências - Obras completas (2009)
- Lógica Simbólica - Obras completas (2009)
- Transcendência do Mundo - Obras completas (2010)